# Кюз Максим Олегович
Максим Олегович Кюз (16 березня 1993, м. Тернопіль — листопад 2022, Харківська область) — український військовослужбовець, старший солдат Збройних сил України, учасник російсько-української війни. Почесний громадянин міста Тернополя (2022, посмертно).

## Життєпис
Максим Кюз народився в місті Тернополі. Виріс у селі Нападівка на Тернопільщині. Працював збиральником фурнітури в цеху ПВХВ у компанії Viknar’off (м. Тернопіль).
З початком війни служив у складі 105-ї окремої бригади територіальної оборони.
Загинув під час виконання бойового завдання на Харківщині, потрапивши під ворожий обстріл.
Похований 6 листопада 2022 року в родинному селі.

## Нагороди
- почесний громадянин міста Тернополя (14 листопада 2022, посмертно)[1][2].